# Molophilus (Molophilus) cyatheticolus
Molophilus (Molophilus) cyatheticolus is een tweevleugelige uit de familie steltmuggen (Limoniidae). De soort komt voor in het Australaziatisch gebied.